# Drets del col·lectiu LGBT a Eswatini

Aquest és un article sobre els drets LGBT a Swazilàndia. Les persones lesbianes, gais, bisexuals i transsexuals a Swazilàndia han d'afrontar reptes legals que no experimenten els residents no LGBT. Segons Rock of Hope Arxivat 2017-09-28 a Wayback Machine., un grup d'advocacia LGBT swazi, "no hi ha legislació que reconeix els LGBTI o que protegeixi el dret a una orientació no heterosexual i identitat de gènere i com a conseqüència els LGBTI no es poden obrir sobre la seva orientació o identitat de gènere per por del rebuig i la discriminació".

## Lleis relatives als actes sexuals del mateix sexe
D'acord amb la secció 252 (1) de la Constitució del Regne de Swazilàndia, els principis i regles del dret romano-neerlandès que aplicaven a Swazilàndia a partir del 22 de febrer de 1907 (ja que existien aquests principis i regles 6 de setembre de 1968, Dia de la Independència) s'apliquen i s'apliquen com a llei comuna de Swazilàndia. La principal font d'aquesta llei comuna el 1907 va ser el dret comú aplicat llavors a la Colònia de Transvaal, que finalment es va convertir en una part de Sud-àfrica. La sodomia era un delicte en virtut de la llei comuna de 1907, punible amb la mort o un càstig menor a discreció de la cort.
A mitjans del segle xx, la "sodomia" a Sud-àfrica havia estat definida pels seus tribunals com a "relacions sexuals il·legals i intencionals" per l'anus "entre dos mascles humans". Aquesta definició estreta va excloure un grup residual de proscrits "actes sexuals no naturals" referits generalment com "un delicte antinatura", que incloïa com a mínim aquells actes sexuals entre homes que no incloïen una penetració anal i aparentment mai incloïa actes sexuals entre dones. Si aquests esdeveniments a Sud-àfrica van tenir un efecte sobre la llei comuna de Swazilàndia és incert. L'International Lesbian, Gay, Bisexual, Trans and Intersex Association afirma que la definició de "sodomia" de Swazilàndia és la mateixa que la de Sud-àfrica i que els actes homosexuals femenins són legals, tot i que les fonts que cita no es poden verificar a través d'Internet.

## Reconeixement de les relacions entre persones del mateix sexe
Les parelles del mateix sexe no poden casar-se.

## Adopció de nens
A les parelles homosexuals els està prohibit d'adoptar nens swazis. En cas contrari, els futurs pares adoptius poden ser solters, casats o divorciats.

## Protecció de la discriminació

Bandera LGBT en el mapa de Swazilàndia

En 2012 el ministre d'afers exteriors de Swazilàndia, Mgwagwa Gamedze va rebutjar l'any 2012 una crida d'un grup de treball de les Nacions Unides a aprovar una llei que protegeixi les persones LGBT. Gamedze va dir pocs gais, si n'hi ha, viuen a Swazilàndia i que la molèstia d'elaborar tal llei no valia l'esforç.
El maig de 2017, el Comitè de Drets Humans de les Nacions Unides va presentar una sèrie de preguntes al govern de Swazilàndia sobre els drets LGTB. El Comitè vol saber quines mesures s'han posat en marxa "per protegir les persones contra la discriminació i la violència basades en l'orientació sexual i la identitat de gènere, fins i tot en l'habitatge i l'ocupació, i promoure la tolerància".

## Condicions de vida
L'Informe dels Drets Humans del 2011 del Departament d'Estat dels Estats Units va trobar que,
| « | La discriminació social contra la comunitat LGBT era prevalent [el 2011], i les persones LGBT en general ocultaven la seva orientació sexual i identitat de gènere. La legislació de l'era colonial contra la sodomia roman en els llibres; no obstant això, no s'ha utilitzat per arrestar homes homosexuals. Els gais i lesbianes que obren la seva orientació sexual i les seves relacions s'enfronten a la censura i l'exclusió del sistema de mecenatge basat en el cap, el que podria provocar el desallotjament de la pròpia casa. Caps, pastors i membres del govern van criticar la conducta homosexual, ja que ni és swazi ni cristiana. La discriminació social existeix contra els gais i lesbianes, i les organitzacions de defensa LGBT han tingut problemes amb el govern per registrar-se. Una d'aquestes organitzacions, House of Pride, estava afiliada a una altra organització relacionada amb el VIH/SIDA. És difícil conèixer l'abast de la discriminació laboral basada en l'orientació sexual, perquè és poc probable que les víctimes es presentin, i la majoria dels gais i lesbianes no dón oberts sobre la seva orientació sexual. | » |

### Posicions de funcionaris del govern
El rei Mswati III, un dels últims monarques absoluts del món, hauria titllat les relacions homosexuals com a "satàniques" i el primer ministre Barnabas Sibusiso Dlamini ha titllat l'homosexualitat d'"anormalitat i malaltia".
Al febrer de 2012, els funcionaris de Salut pública swaziz van utilitzar una campanya del Dia de Sant Valentí per instar als gais a confiar en les promeses de confidencialitat i prova del VIH. El subdirector de Salut, Simon Zwane, va reconèixer que per la societat swazi el sexe gai és tabú, però va dir que el Ministeri de Salut estenia activament el seu abast per incloure parelles del mateix sexe en l'assessorament i proves del VIH. El moviment va ser aplaudit pels grups LGBT que ho van considerar un gran pas en reconèixer l'existència de persones LGBT.
El juny de 2012, el primer ministre Barnabas Sibusiso Dlamini va dir que "el clergat de l'església diu que això (relacions LGBT) no és bíblicament acceptable, és ara que alguns països i comunitats ho permeten. Encara fa por aquí a Swazilàndia quan nosaltres veiem que això passa. Les lleis del país no ho permeten". El primer ministre també va dir que "les persones del mateix sexe ni tan sols poden anar a les oficines regionals per casar-se. Passarà temps abans de permetre que això passi i incloure'l a les lleis del país. Ni tan sols estem disposats a considerar-ho".
L'any 2014, el secretari de premsa, Percy Simelane, va dir a The Swazi Observer que el Govern "ha seguit de prop la situació per prendre una posició legal".

### Discriminació social
Els informes de discriminació, assetjament i violència contra persones LGTB no són infreqüents a Swazilàndia. El març de 2015, una dona lesbiana de 26 anys de Nhlangano va ser assassinada per un home que no volia estar en presència de lesbianes. Uns mesos abans, un homosexual també va ser assassinat a la ciutat.

## Opinió pública
Una enquesta de 2016 va descobrir que el 26% dels swazis els agradaria o no els importaria tenir un veí LGBT.

## Taula resum
| Activitat sexual legal amb el mateix sexe                     | Per homes / Per dones |
| Mateixa edat de consentiment                                  | Per homes/ Per dones  |
| Lleis antidiscriminació a la feina                            | No                    |
| Lleis antidiscriminació en la prestació de béns i serveis     | No                    |
| Matrimoni del mateix sexe                                     | No                    |
| Lleis antidiscriminació en el discurs de l'odi i la violència | No                    |
| Reconeixement de les parelles del mateix sexe                 | No                    |
| Adopció de fillastres per parelles del mateix sexe            | No                    |
| Adopció conjunta per parelles del mateix sexe                 | No                    |
| Prestació de servei militar per gais i lesbianes              |                       |
| Dret legal a canviar de gènere                                | No                    |
| Accés a la fecundació in vitro per lesbianes                  | No                    |
| Subrogació comercial per a parelles d'homes homosexuals       | No                    |
| Permís per donar sang als MSMs                                | Yes                   |